# Laure Ali
Annabel Laure Ali (ur. 4 marca 1985) – kameruńska zapaśniczka walcząca w stylu wolnym. Trzykrotna olimpijka, szesnasta w Pekinie 2008; siódma w Londynie 2012 w wadze 72 kg i piąta w Rio de Janeiro 2016 w kategorii 75 kg.
Triumfatorka igrzysk afrykańskich w 2015 i wicemistrzyni z 2007. Ośmiokrotna medalistka mistrzostw Afryki. Pięć razy zdobyła złoty medal, w 2009, 2010, 2011, 2014 i 2015. Wicemistrzyni igrzysk wspólnoty narodów w 2010 i 2014. Mistrzyni Wspólnoty Narodów w 2005 i 2009. Trzecia na igrzyskach frankofońskich w 2013 roku.

## Turniej wPekinie 2008
| Konkurencja         | Walki                       | Klas. końcowa |
| Konkurencja         | Przeciwnik I                | Miejsce       |
| ------------------- | --------------------------- | ------------- |
| styl wolny do 72 kg | Agnieszka Wieszczek (POL) L | XVI           |

## Turniej wLondynie 2012
| Konkurencja         | Walki        | Walki                               | Walki                  | Walki                     | Klas. końcowa |
| Konkurencja         | Przeciwnik I | Przeciwnik II                       | Ćwierćfinał            | Repasaż I                 | Miejsce       |
| ------------------- | ------------ | ----------------------------------- | ---------------------- | ------------------------- | ------------- |
| styl wolny do 72 kg | (wolny los)  | Josiane Patricia Soloniaina (MDA) W | Stanka Złatewa (BUL) L | Wasilisa Marzaluk (BLR) L | VII           |